# Stanisław Korwin-Pawłowski
Stanisław Korwin-Pawłowski (ur. 1889 w Witebsku, zm. 1970) – polski działacz polityczny i społeczny, orientalista, pisarz, kluczowa postać polskiego prometeizmu okresu międzywojennego. 

## Życiorys
Wywodził się z rodziny o tradycjach tatarskich od strony matki. Jego rodzicami byli Aleksander i Michalina Korwin-Pawłowscy. jego ojciec był inżynierem zatrudnionym na kolei Dynebursko-Witebskiej, a później urzędnikiem i działaczem masońskim. Ukończył gimnazjum w Kursku. Studiował w Moskwie na wydziale matematyczno-fizycznym, a następnie w Petersburgu. Podczas I wojny światowej, po kursie oficerskim, służył we Flocie Czarnomorskiej, potem brał udział w działaniach zbrojnych na Kaukazie. W latach 1918–1920 był współorganizatorem floty ormiańskiej na jeziorze Sewan. Po powrocie do Polski w 1921 współzakładał Towarzystwo Polska-Azja, które następnie przekształciło się w Instytut Wschodni, gdzie do 1930 był sekretarzem generalnym. Jednocześnie w latach 1921-23 był pracownikiem Biura Pomocy dla Repatriantów,  a później Najwyższej Izby Kontroli. Wraz ze swoim Instytutem był organizatorem Polskiej Wystawy Przemysłowo-Handlowej w Konstantynopolu. Przez pierwsze lata istnienia Instytut Wschodni miał swoją siedzibę w mieszkaniu Korwin-Pawłowskiego. Instytut Wschodni, jak i sam Korwin-Pawłowski, posiadał wówczas bliskie związki z polskim wywiadem. Około 1930, w wyniku konfliktów personalnych, Korwin odszedł ze stanowiska sekretarza Instytutu. Na jego rezygnację wpłynął też sprzeciw wobec postępującej polityzacji instytucji.
W roku 1931 przebywał w Palestynie. Podejrzewany był o działalność wywiadowczą, a organ prasowy lokalnej partii niezawisłości "El-Arab" poświęcił mu artykuł pt. Lawrence Polski. Brytyjskie władze mandatowe żywiły do niego podejrzenia, w związku z czym zmuszony został do opuszczenia Palestyny. 
W latach 1932–1939 przebywał w Egipcie. Stworzył tam zagraniczny oddział Polskiej Agencji Telegraficznej. Studiował, a następnie wykładał na Uniwersytecie Al-Azhar. Podróżował w celach naukowych do Syrii, Sudanu i Libii. Ożenił się z Egipcjanką. W Egipcie zawiązał kontakty z Ligą Panislamską. Uczestniczył w rokowaniach pomiędzy Arabią Saudyjską a Jemenem w 1934. W 1936 wziął udział w powstaniu przeciw Brytyjczykom w Palestynie. Podczas tego powstania został ranny w bitwie pod Dżeninem. Znajdował się w sferze zainteresowań wywiadów polskiego i brytyjskiego. Zwracał się do Edwarda Raczyńskiego, wówczas ambasadora w Londynie, z propozycją objęcia kierownictwa placówki konsularnej w Mekce bądź Dżeddzie; inicjatywa ta została pogrzebana z woli polskiego dyplomaty w Egipcie, Alfonsa Kuli. Prawdopodobnie w wyniku działań Brytyjczyków w 1939 zmuszony został do opuszczenia Egiptu. Po powrocie do kraju otrzymał od Sztabu Głównego WP i Ministerstwa Spraw Zagranicznych zadanie zorganizowania placówki konsularnej w Iranie.
Podczas II wojny światowej przebywał w Polsce, gdzie, jako agent wywiadu, został zaaresztowany przez Niemców, przebywał na Pawiaku i w Auschwitz w latach 1940-1944. Później był protokolantem podczas ekshumacji ofiar Powstania Warszawskiego organizowanej przez PCK.
Po wojnie był I sekretarzem ambasady polskiej w Ankarze. 
W pewnym momencie życia przeszedł na religię muzułmańską; uważany był powszechnie za miłośnika świata arabskiego, orędownika zacieśnienia relacji polsko-muzułmańskich.

## Publikacje
- Egipt i egipcjanie. 6000 lat ucisku i walki (1952)[2]
- Stosunki Polski z ziemią świętą (napisana przed wojną, wydana w 1956)[2][14]
- Wspomnienia (1966)[2][15]